# Daizen Maeda
Daizen Maeda (前田 大然?, Maeda Daizen; Osaka, 20 ottobre 1997) è un calciatore giapponese, attaccante del Celtic e della nazionale giapponese.

## Biografia
Ha coltivato la sua passione per il calcio fin dai tempi delle scuole superiori, tanto da iscriversi nell'istituto privato Yamanashi Gakui con sede a Kōfu, la cui squadra di calcio è molto affermata a livello nazionale, dato che aveva vinto l'edizione 2009 del All Japan High School Soccer Tournament. Sebbene durante il periodo liceale abbia avuto degli attriti con la squadra per via di problemi di disciplina, si è distinto a livello nazionale giocando nella Prince Takamado Cup, ottenendo il titolo di capo cannoniere con 12 reti e venendo soprannominato "Prius." 
Dopo aver lavorato nella ristorazione, viene spinto principalmente dalla madre Yukie a perseguire le sue ambizioni come calciatore, alcuni anni dopo Maeda è stato notato dal talent scout Toshiyuki Ehara, che lo ha poi aiutato ad affermarsi da professionista.
Sposato, lui e la moglie hanno avuto due figli, una femmina e un maschio.
Dopo aver segnato un gol, di solito esulta portandosi i pugni alle guance, imitando così il celebre supereroe dei manga giapponesi Anpanman, che presenta due zigomi rosa e molto sporgenti.

## Caratteristiche tecniche
È una seconda punta, capace di giocare anche da ala o da centravanti. Il suo stile di gioco riflette quello del goal poacher non molto abile nel costruire azioni quanto invece nel cogliere occasioni per calciare e andare direttamente a rete. È un buon tiratore di testa, possiede esplosività nello scatto ed è un apprezzabile rigorista.
Oltre al notevole fiuto del gol, le sue capacità principali includono il senso della posizione, il movimento senza palla e la grande rapidità, che lo rendono spesso difficile da contrastare per le difese avversarie.

## Carriera

### Club

#### Matsumoto Yamaga e Mito HollyHock
Nel 2016 Maeda inizia la sua carriera come professionista nella J2 League, la seconda divisione del calcio giapponese, unendosi al Matsumoto Yamaga, con cui segna la sua prima rete nell'edizione 2016 della Coppa dell'Imperatore, nella vittoria per 6-0 contro la squadra della Tokuyama University. Nel 2017, viene ceduto in prestito al Mito HollyHock, sempre in J2 League, con cui segna un totale di tredici gol in campionato.
Ritornato a Matsumoto per la stagione 2018, contribuisce alla vittoria finale del campionato e alla conseguente promozione in prima divisione, anche grazie alle sette reti messe a referto in campionato. Maeda segna la sua prima rete in J1 League in una partita contro il Sagan Tosu, con quello che poi risulterà essere il gol della vittoria finale per 1-0. Durante il resto della stagione, però, l'attaccante centra il bersaglio solo un'altra volta, mentre la squadra ottiene solo il 17º posto, retrocedendo così nella seconda divisione.

#### Marítimo e Yokohama F. Marinos
Nel 2019 Maeda viene ceduto in prestito ai portoghesi del Marítimo, segnando la sua prima rete in Primeira Liga nella sconfitta per 3-2 contro il Tondela. Segna anche un gol contro il Beira-Mar, nell'incontro di coppa nazionale poi perso ai rigori dalla sua squadra. Conclude la sua prima esperienza in Europa con tre reti in campionato e una in coppa.
Nell'agosto del 2020 Maeda torna a giocare in Giappone, passando in prestito allo Yokohama F. Marinos, squadra della massima serie: nonostante segni appena tre reti nella sua prima stagione con la squadra, contro Shimizu S-Pulse, Urawa Red Diamonds e Kashiwa Reysol, l'attaccante convince l'allenatore Ange Postecoglou e la società a riscattarne il cartellino.
Nell'edizione 2021 della J1 League, dopo aver segnato il suo primo gol contro l'Avispa Fukuoka, Maeda avvia una stagione particolarmente prolifica, in cui è autore anche di una doppietta (contro il Sanfrecce Hiroshima), due triplette (ai danni di Oita Trinita ed FC Tokyo) e una quaterna (in un incontro con il Tokushima Vortis). Le sue prestazioni guidano così la squadra al secondo posto finale in campionato, dietro soltanto ai campioni finali del Kawasaki Frontale: peraltro, nell'incontro dell'ultima giornata che vedeva sfidarsi proprio le due squadre (finito 1-1), sia Maeda, sia il centravanti del Kawasaki Leandro Damião hanno segnato una rete, raggiungendo così un totale di 23 reti ciascuno e laureandosi a pari merito capocannonieri della J1 League.

#### Celtic
Dopo settimane di speculazioni al riguardo, il 31 dicembre 2021 viene ufficializzato il trasferimento di Maeda al Celtic, reso valido a partire dal giorno seguente: il giocatore, alla sua seconda esperienza assoluta in Europa, è giunto in Scozia con la formula del prestito con obbligo di riscatto (da esercitare al termine della stagione). In questo modo, l'attaccante si è riunito con l'allenatore Ange Postecoglou, che l'aveva allenato a Yokohama prima di accettare l'offerta del Celtic nell'estate dello stesso anno. Il 17 gennaio 2022, Maeda fa il suo debutto ufficiale per i Bhoys, partendo da titolare (insieme all'altro acquisto Hatate) nell'incontro di campionato contro l'Hibernian, vinto dalla sua squadra per 2-0: nell'occasione, segna la prima rete dell'incontro, arrivata dopo soli quattro minuti di gioco. Con sei reti in sedici incontri, l'attaccante nipponico aiuta il Celtic a vincere nuovamente la Scottish Premiership. A fine stagione, Maeda viene ufficialmente riscattato dalla società scozzese, firmando un contratto valido fino al 2026.

### Nazionale
Nel 2018 viene convocato nella nazionale del Giappone Under-23 vincendo l'argento ai Giochi asiatici segnando una rete nella vittoria per 4-0 contro il Pakistan e con due assist vincenti aiuterà il suo compagno di squadra Yūto Iwasaki a segnare la doppietta decisiva con cui il Giappone batterà per 2-1 l'Arabia Saudita. In un'amichevole contro la Giamaica segnerà un gol nella partita vinta per 9-0.
Nel 2021, rappresenta il Giappone ai Giochi olimpici di Tokyo: durante la rassegna, segna una rete nella vittoria per 4-0 contro la Francia. Tuttavia, la rappresentativa giapponese viene eliminata dalla Spagna nelle semifinali, e poi battuta dal Messico nella finale per il 3º posto, rimanendo così fuori dal podio.
Nel 2019, viene convocato con la nazionale maggiore per la Copa América facendo il suo debutto nella sconfitta per 4-0 contro il Cile.
Il 10 giugno 2022, Maeda segna il suo primo gol per il Giappone, realizzando la rete del definitivo 4-1 nell'amichevole contro il Ghana.
Nel novembre dello stesso anno, viene incluso dal CT Hajime Moriyasu nella rosa partecipante ai Mondiali di calcio in Qatar dove gioca tre partite e segna un solo gol, agli ottavi di finale venendo eliminati dalla Croazia, infatti la partita finisce per 1-1 e Maeda segna nel primo tempo, il Giappone perde per 3-1 ai rigori.
Il 1º gennaio 2024 viene convocato per la Coppa d'Asia 2023.

## Statistiche

### Presenze e reti nei club
Statistiche aggiornate al 23 dicembre 2024.
| Stagione                  | Club                      | Campionato                | Campionato | Campionato | Coppe nazionali | Coppe nazionali | Coppe nazionali | Coppe continentali | Coppe continentali | Coppe continentali | Supercoppe | Supercoppe | Supercoppe | Totale | Totale |
| Stagione                  | Club                      | Comp                      | Pres       | Reti       | Comp            | Pres            | Reti            | Comp               | Pres               | Reti               | Comp       | Pres       | Reti       | Pres   | Reti   |
| ------------------------- | ------------------------- | ------------------------- | ---------- | ---------- | --------------- | --------------- | --------------- | ------------------ | ------------------ | ------------------ | ---------- | ---------- | ---------- | ------ | ------ |
| 2016                      | Matsumoto Yamaga          | J2                        | 9          | 0          | CI              | 1               | 1               | -                  | -                  | -                  | -          | -          | -          | 10     | 1      |
| 2017                      | Mito HollyHock            | J2                        | 36         | 13         | CI              | 0               | 0               | -                  | -                  | -                  | -          | -          | -          | 36     | 13     |
| 2018                      | Matsumoto Yamaga          | J2                        | 29         | 7          | CI              | 0               | 0               | -                  | -                  | -                  | -          | -          | -          | 29     | 7      |
| 2019                      | Matsumoto Yamaga          | J1                        | 18         | 2          | CdL+CI          | 0               | 0               | -                  | -                  | -                  | -          | -          | -          | 18     | 2      |
| Totale Matsumoto Yamaga   | Totale Matsumoto Yamaga   | Totale Matsumoto Yamaga   | 56         | 10         |                 | 1               | 1               |                    | -                  | -                  |            | -          | -          | 57     | 11     |
| 2019-2020                 | Marítimo                  | PL                        | 23         | 3          | TP              | 1               | 1               | -                  | -                  | -                  | -          | -          | -          | 24     | 4      |
| 2020                      | Yokohama F·Marinos        | J1                        | 23         | 3          | CdL+CI          | 2+0             | 0               | AFC                | 5                  | 0                  | -          | -          | -          | 30     | 3      |
| 2021                      | Yokohama F·Marinos        | J1                        | 36         | 23         | CdL+CI          | 4+0             | 0               | -                  | -                  | -                  | -          | -          | -          | 40     | 23     |
| Totale Yokohama F·Marinos | Totale Yokohama F·Marinos | Totale Yokohama F·Marinos | 59         | 26         |                 | 6               | 0               |                    | 5                  | 0                  |            | -          | -          | 70     | 26     |
| gen.-giu.2022             | Celtic                    | SP                        | 16         | 6          | SC+CdL          | 4+0             | 1+0             | UECL               | 2                  | 1                  | -          | -          | -          | 22     | 8      |
| 2022-2023                 | Celtic                    | SP                        | 35         | 8          | SC+CdL          | 4+4             | 1+2             | UCL                | 6                  | 0                  | -          | -          | -          | 49     | 11     |
| 2023-2024                 | Celtic                    | SP                        | 28         | 6          | SC+CdL          | 3+1             | 4+0             | UCL                | 4                  | 0                  | -          | -          | -          | 36     | 10     |
| 2024-2025                 | Celtic                    | SP                        | 22         | 8          | SC+CdL          | 0+3             | 0+6             | UCL                | 7                  | 4                  | -          | -          | -          | 32     | 18     |
| Totale Celtic             | Totale Celtic             | Totale Celtic             | 101        | 28         |                 | 19              | 14              |                    | 19                 | 5                  |            | -          | -          | 139    | 47     |
| Totale carriera           | Totale carriera           | Totale carriera           | 275        | 79         |                 | 27              | 16              |                    | 24                 | 5                  |            | -          | -          | 326    | 100    |

### Cronologia presenze e reti in nazionale
| Cronologia completa delle presenze e delle reti in nazionale ― Giappone | Cronologia completa delle presenze e delle reti in nazionale ― Giappone | Cronologia completa delle presenze e delle reti in nazionale ― Giappone | Cronologia completa delle presenze e delle reti in nazionale ― Giappone | Cronologia completa delle presenze e delle reti in nazionale ― Giappone | Cronologia completa delle presenze e delle reti in nazionale ― Giappone | Cronologia completa delle presenze e delle reti in nazionale ― Giappone | Cronologia completa delle presenze e delle reti in nazionale ― Giappone |
| Data                                                                    | Città                                                                   | In casa                                                                 | Risultato                                                               | Ospiti                                                                  | Competizione                                                            | Reti                                                                    | Note                                                                    |
| ----------------------------------------------------------------------- | ----------------------------------------------------------------------- | ----------------------------------------------------------------------- | ----------------------------------------------------------------------- | ----------------------------------------------------------------------- | ----------------------------------------------------------------------- | ----------------------------------------------------------------------- | ----------------------------------------------------------------------- |
| 18-6-2019                                                               | San Paolo                                                               | Giappone                                                                | 0 – 4                                                                   | Cile                                                                    | Coppa America 2019 - 1º turno                                           | -                                                                       | 66’                                                                     |
| 25-6-2019                                                               | Belo Horizonte                                                          | Ecuador                                                                 | 1 – 1                                                                   | Giappone                                                                | Coppa America 2019 - 1º turno                                           | -                                                                       | 88’                                                                     |
| 27-1-2022                                                               | Saitama                                                                 | Giappone                                                                | 2 – 0                                                                   | Cina                                                                    | Qual. Mondiali 2022                                                     | -                                                                       | 58’                                                                     |
| 1-2-2022                                                                | Saitama                                                                 | Giappone                                                                | 2 – 0                                                                   | Arabia Saudita                                                          | Qual. Mondiali 2022                                                     | -                                                                       | 68’                                                                     |
| 2-6-2022                                                                | Sapporo                                                                 | Giappone                                                                | 4 – 1                                                                   | Paraguay                                                                | Amichevole                                                              | -                                                                       | 46’                                                                     |
| 6-6-2022                                                                | Tokyo                                                                   | Giappone                                                                | 0 – 1                                                                   | Brasile                                                                 | Amichevole                                                              | -                                                                       | 67’                                                                     |
| 10-6-2022                                                               | Kobe                                                                    | Giappone                                                                | 4 – 1                                                                   | Ghana                                                                   | Amichevole                                                              | 1                                                                       | 80’                                                                     |
| 23-9-2022                                                               | Düsseldorf                                                              | Giappone                                                                | 2 – 0                                                                   | Stati Uniti                                                             | Amichevole                                                              | -                                                                       | 46’                                                                     |
| 23-11-2022                                                              | Al Rayyan                                                               | Germania                                                                | 1 – 2                                                                   | Giappone                                                                | Mondiali 2022 - 1º turno                                                | -                                                                       | 57’                                                                     |
| 1-12-2022                                                               | Al Rayyan                                                               | Giappone                                                                | 2 – 1                                                                   | Spagna                                                                  | Mondiali 2022 - 1º turno                                                | -                                                                       | 62’                                                                     |
| 5-12-2022                                                               | Al Wakrah                                                               | Giappone                                                                | 1 – 1 dts (1 – 3 dtr)                                                   | Croazia                                                                 | Mondiali 2022 - Ottavi di finale                                        | 1                                                                       | 64’                                                                     |
| 20-6-2023                                                               | Suita                                                                   | Giappone                                                                | 4 – 1                                                                   | Perù                                                                    | Amichevole                                                              | 1                                                                       | 59’                                                                     |
| 12-9-2023                                                               | Genk                                                                    | Giappone                                                                | 4 – 2                                                                   | Turchia                                                                 | Amichevole                                                              | -                                                                       | 46’                                                                     |
| 19-1-2024                                                               | Al Rayyan                                                               | Iraq                                                                    | 2 – 1                                                                   | Giappone                                                                | Coppa d'Asia 2023 - 1º turno                                            | -                                                                       | 74’                                                                     |
| 24-1-2024                                                               | Doha                                                                    | Giappone                                                                | 3 – 1                                                                   | Indonesia                                                               | Coppa d'Asia 2023 - 1º turno                                            | -                                                                       | 69’                                                                     |
| 3-2-2024                                                                | Al Rayyan                                                               | Iran                                                                    | 2 – 1                                                                   | Giappone                                                                | Coppa d'Asia 2023 - Quarti di finale                                    | -                                                                       | 67’                                                                     |
| 21-3-2024                                                               | Tokyo                                                                   | Giappone                                                                | 1 – 0                                                                   | Corea del Nord                                                          | Qual. Mondiali 2026                                                     | -                                                                       |                                                                         |
| 6-6-2024                                                                | Yangon                                                                  | Birmania                                                                | 0 – 5                                                                   | Giappone                                                                | Qual. Mondiali 2026                                                     | -                                                                       | 62’ 80’                                                                 |
| 5-9-2024                                                                | Saitama                                                                 | Giappone                                                                | 7 – 0                                                                   | Cina                                                                    | Qual. Mondiali 2026                                                     | 1                                                                       | 63’                                                                     |
| 10-10-2024                                                              | Gedda                                                                   | Arabia Saudita                                                          | 0 – 2                                                                   | Giappone                                                                | Qual. Mondiali 2026                                                     | -                                                                       | 63’                                                                     |
| 15-11-2024                                                              | Giacarta                                                                | Indonesia                                                               | 0 – 4                                                                   | Giappone                                                                | Qual. Mondiali 2026                                                     | -                                                                       | 46’                                                                     |
| 19-11-2024                                                              | Xiamen                                                                  | Cina                                                                    | 1 – 3                                                                   | Giappone                                                                | Qual. Mondiali 2026                                                     | -                                                                       | 84’                                                                     |
| 25-3-2025                                                               | Saitama                                                                 | Giappone                                                                | 0 – 0                                                                   | Arabia Saudita                                                          | Qual. Mondiali 2026                                                     | -                                                                       | 73’                                                                     |
| Totale                                                                  |                                                                         | Presenze                                                                | 23                                                                      |                                                                         | Reti                                                                    | 4                                                                       |                                                                         |

| Cronologia completa delle presenze e delle reti in nazionale ― Giappone Olimpica | Cronologia completa delle presenze e delle reti in nazionale ― Giappone Olimpica | Cronologia completa delle presenze e delle reti in nazionale ― Giappone Olimpica | Cronologia completa delle presenze e delle reti in nazionale ― Giappone Olimpica | Cronologia completa delle presenze e delle reti in nazionale ― Giappone Olimpica | Cronologia completa delle presenze e delle reti in nazionale ― Giappone Olimpica | Cronologia completa delle presenze e delle reti in nazionale ― Giappone Olimpica | Cronologia completa delle presenze e delle reti in nazionale ― Giappone Olimpica |
| Data                                                                             | Città                                                                            | In casa                                                                          | Risultato                                                                        | Ospiti                                                                           | Competizione                                                                     | Reti                                                                             | Note                                                                             |
| -------------------------------------------------------------------------------- | -------------------------------------------------------------------------------- | -------------------------------------------------------------------------------- | -------------------------------------------------------------------------------- | -------------------------------------------------------------------------------- | -------------------------------------------------------------------------------- | -------------------------------------------------------------------------------- | -------------------------------------------------------------------------------- |
| 25-7-2021                                                                        | Saitama                                                                          | Giappone                                                                         | 2 – 1                                                                            | Messico                                                                          | Olimpiadi 2020 - 1º turno                                                        | -                                                                                | 65’                                                                              |
| 28-7-2021                                                                        | Yokohama                                                                         | Francia                                                                          | 0 – 4                                                                            | Giappone                                                                         | Olimpiadi 2020 - 1º turno                                                        | 1                                                                                | 80’                                                                              |
| 3-8-2021                                                                         | Saitama                                                                          | Giappone                                                                         | 0 – 1 dts                                                                        | Spagna                                                                           | Olimpiadi 2020 - Semifinale                                                      | -                                                                                | 90’                                                                              |
| Totale                                                                           |                                                                                  | Presenze                                                                         | 3                                                                                |                                                                                  | Reti                                                                             | 1                                                                                |                                                                                  |

| Cronologia completa delle presenze e delle reti in nazionale ― Giappone under 23 | Cronologia completa delle presenze e delle reti in nazionale ― Giappone under 23 | Cronologia completa delle presenze e delle reti in nazionale ― Giappone under 23 | Cronologia completa delle presenze e delle reti in nazionale ― Giappone under 23 | Cronologia completa delle presenze e delle reti in nazionale ― Giappone under 23 | Cronologia completa delle presenze e delle reti in nazionale ― Giappone under 23 | Cronologia completa delle presenze e delle reti in nazionale ― Giappone under 23 | Cronologia completa delle presenze e delle reti in nazionale ― Giappone under 23 |
| Data                                                                             | Città                                                                            | In casa                                                                          | Risultato                                                                        | Ospiti                                                                           | Competizione                                                                     | Reti                                                                             | Note                                                                             |
| -------------------------------------------------------------------------------- | -------------------------------------------------------------------------------- | -------------------------------------------------------------------------------- | -------------------------------------------------------------------------------- | -------------------------------------------------------------------------------- | -------------------------------------------------------------------------------- | -------------------------------------------------------------------------------- | -------------------------------------------------------------------------------- |
| 21-3-2018                                                                        | Asunción                                                                         | Cile under 23                                                                    | 2 – 0                                                                            | Giappone under 23                                                                | Amichevole                                                                       | -                                                                                | 55’                                                                              |
| 23-3-2018                                                                        | Asunción                                                                         | Venezuela under 23                                                               | 3 – 3 (1 – 4 dtr)                                                                | Giappone under 23                                                                | Amichevole                                                                       | 2                                                                                | 77’                                                                              |
| 25-3-2018                                                                        | Asunción                                                                         | Paraguay under 23                                                                | 2 – 1                                                                            | Giappone under 23                                                                | Amichevole                                                                       | -                                                                                | 61’                                                                              |
| 14-8-2018                                                                        | Cikarang                                                                         | Giappone under 23                                                                | 1 – 0                                                                            | Nepal under 23                                                                   | XVIII Giochi asiatici                                                            | -                                                                                | 73’                                                                              |
| 16-8-2018                                                                        | Cikarang                                                                         | Pakistan under 23                                                                | 0 – 4                                                                            | Giappone under 23                                                                | XVIII Giochi asiatici                                                            | 1                                                                                |                                                                                  |
| 14-8-2018                                                                        | Cikarang                                                                         | Giappone under 23                                                                | 0 – 1                                                                            | Vietnam under 23                                                                 | XVIII Giochi asiatici                                                            | -                                                                                | 80’                                                                              |
| 24-8-2018                                                                        | Bekasi                                                                           | Malaysia under 23                                                                | 0 – 1                                                                            | Giappone under 23                                                                | XVIII Giochi asiatici                                                            | -                                                                                | 76’                                                                              |
| 27-8-2018                                                                        | Palembang                                                                        | Arabia Saudita under 23                                                          | 1 – 2                                                                            | Giappone under 23                                                                | XVIII Giochi asiatici                                                            | -                                                                                | 83’                                                                              |
| 29-8-2018                                                                        | Cibinong                                                                         | Giappone under 23                                                                | 1 – 0                                                                            | Emirati Arabi Uniti under 23                                                     | XVIII Giochi asiatici                                                            | -                                                                                |                                                                                  |
| 22-3-2019                                                                        | Yangon                                                                           | Giappone under 23                                                                | 8 – 0                                                                            | Macao under 23                                                                   | Qualificazioni Coppa d'Asia AFC Under-23 2020                                    | 2                                                                                |                                                                                  |
| 26-3-2019                                                                        | Yangon                                                                           | Giappone under 23                                                                | 7 – 0                                                                            | Birmania under 23                                                                | Qualificazioni Coppa d'Asia AFC Under-23 2020                                    | 3                                                                                | 68’                                                                              |
| 9-9-2019                                                                         | Chula Vista                                                                      | Stati Uniti under 23                                                             | 2 – 0                                                                            | Giappone under 23                                                                | Amichevole                                                                       | -                                                                                | 72’                                                                              |
| 17-11-2019                                                                       | Hiroshima                                                                        | Giappone under 23                                                                | 0 – 2                                                                            | Colombia under 23                                                                | Amichevole                                                                       | -                                                                                | 87’                                                                              |
| 28-12-2019                                                                       | Nagasaki                                                                         | Giappone under 23                                                                | 9 – 0                                                                            | Giamaica under 23                                                                | Amichevole                                                                       | 1                                                                                | 58’                                                                              |
| 5-6-2021                                                                         | Fukuoka                                                                          | Giappone under 23                                                                | 6 – 0                                                                            | Ghana under 23                                                                   | Amichevole                                                                       | -                                                                                | 67’                                                                              |
| 12-6-2021                                                                        | Toyota                                                                           | Giappone under 23                                                                | 4 – 0                                                                            | Giamaica under 23                                                                | Amichevole                                                                       | -                                                                                | 46’                                                                              |
| 12-7-2021                                                                        | Ōsaka                                                                            | Giappone under 23                                                                | 3 – 1                                                                            | Honduras under 23                                                                | Amichevole                                                                       | -                                                                                | 63’                                                                              |
| 17-7-2021                                                                        | Kōbe                                                                             | Giappone under 23                                                                | 1 – 1                                                                            | Spagna under 23                                                                  | Amichevole                                                                       | -                                                                                | 46’                                                                              |
| Totale                                                                           |                                                                                  | Presenze                                                                         | 18                                                                               |                                                                                  | Reti                                                                             | 9                                                                                |                                                                                  |

## Palmarès

### Club

#### Competizioni nazionali
- J2 League: 1

Matsumoto Yamaga: 2018
- Campionato scozzese: 4

Celtic: 2021-2022, 2022-2023, 2023-2024, 2024-2025
- Coppa di Lega scozzese: 3

Celtic: 2021-2022, 2022-2023, 2024-2025
- Coppa di Scozia: 2

Celtic: 2022-2023, 2023-2024

### Nazionale
- Giochi asiatici: 1

2018

### Individuale
- Capocannoniere del campionato giapponese: 1

2021 (23 gol, a pari merito con Leandro Damião)
- Squadra del campionato giapponese: 1

2021
- Capocannoniere della Coppa di Scozia: 1

2024-2025 (7 reti)